# Cordylostigma amboense
Cordylostigma amboense är en måreväxtart som först beskrevs av Schinz, och fick sitt nu gällande namn av Groeninckx och Steven Dessein. Cordylostigma amboense ingår i släktet Cordylostigma och familjen måreväxter. Inga underarter finns listade i Catalogue of Life.